# Cornutorogas similis
Cornutorogas similis är en stekelart som beskrevs av Long 2008. Cornutorogas similis ingår i släktet Cornutorogas och familjen bracksteklar. Inga underarter finns listade i Catalogue of Life.